# Henryk Skwarka
Henryk Andrzej Skwarka (ur. 11 maja 1953 w Toruniu) – polski pracownik kolejowy i polityk, poseł na Sejm PRL IX kadencji.

## Życiorys
W 1974 ukończył Technikum Kolejowe Ministra Komunikacji im. Jana Rabanowskiego w Warszawie i wstąpił do Polskiej Zjednoczonej Partii Robotniczej. Działał też w Związku Młodzieży Socjalistycznej i Związku Socjalistycznej Młodzieży Polskiej (jako członek Zarządu Głównego). Był pomocnikiem maszynisty, a następnie maszynistą w Lokomotywowni PKP Warszawa – Olszynka Grochowska, następnie głównym technologiem utrzymania taboru trakcyjnego, maszynistą-instruktorem w Lokomotywowni PKP Warszawa – Olszynka Grochowska, kontrolerem, starczym kontrolerem trakcji w Zakładzie Taboru w Warszawie oraz Naczelnikiem Wydziału w PKP Cargo Mazowiecko-Podlaskiego Zakładu PKP Cargo S.A. Współzałożyciel Zakładowego Klubu Techniki i Racjonalizacji. Radny Rady Narodowej miasta stołecznego Warszawy. W latach 1985–1989 pełnił mandat posła na Sejm PRL IX kadencji w okręgu Warszawa Praga-Południe, zasiadając w Komisji Transportu, Żeglugi i Łączności oraz w Komisji Nadzwyczajnej do rozpatrzenia projektu ustawy o zmianie ustawy Ordynacja wyborcza do rad narodowych.
Po 38 latach pracy w PKP ostatnio w PKP Cargo S.A., na 5 lat przed osiągnięciem wieku emerytalnego, przeszedł do pracy w Szybkiej Kolei Miejskiej w Warszawie, piastując stanowisko Kierownika Kontroli Wewnętrznej i Szkoleń. W czerwcu 2015, po 42 latach pracy na kolei, przeszedł na emeryturę. Od 2008 nauczyciel przedmiotów zawodowych w Zespole Szkół im. St. Wysockiego (dawna „Kolejówka”) w Warszawie. Współzałożyciel i Dyrektor „Centrum Kształcenia i Doskonalenia Szkolenia Kadr Kolejowych” z siedzibą w Warszawie, aktualnie członek doraźny Państwowej Komisji Badania Wypadków Kolejowych przy Ministerstwie Spraw Wewnętrznych i Administracji. 

## Odznaczenia i wyróżnienia
Otrzymał Brązowy Krzyż Zasługi. Wyróżniony Złotą Odznaką „Zasłużony dla Transportu”, został także Zasłużonym Honorowym Dawcą Krwi I, II i III stopnia.